# Diaethria dodone
Diaethria dodone är en fjärilsart som beskrevs av Achille Guenée 1872. Diaethria dodone ingår i släktet Diaethria och familjen praktfjärilar. Inga underarter finns listade i Catalogue of Life.